# Coleoscirus mardi
Coleoscirus mardi är en spindeldjursart som först beskrevs av Inayatullah och Shahid 1993.  Coleoscirus mardi ingår i släktet Coleoscirus och familjen Cunaxidae. Inga underarter finns listade i Catalogue of Life.